# Fuhrwerk

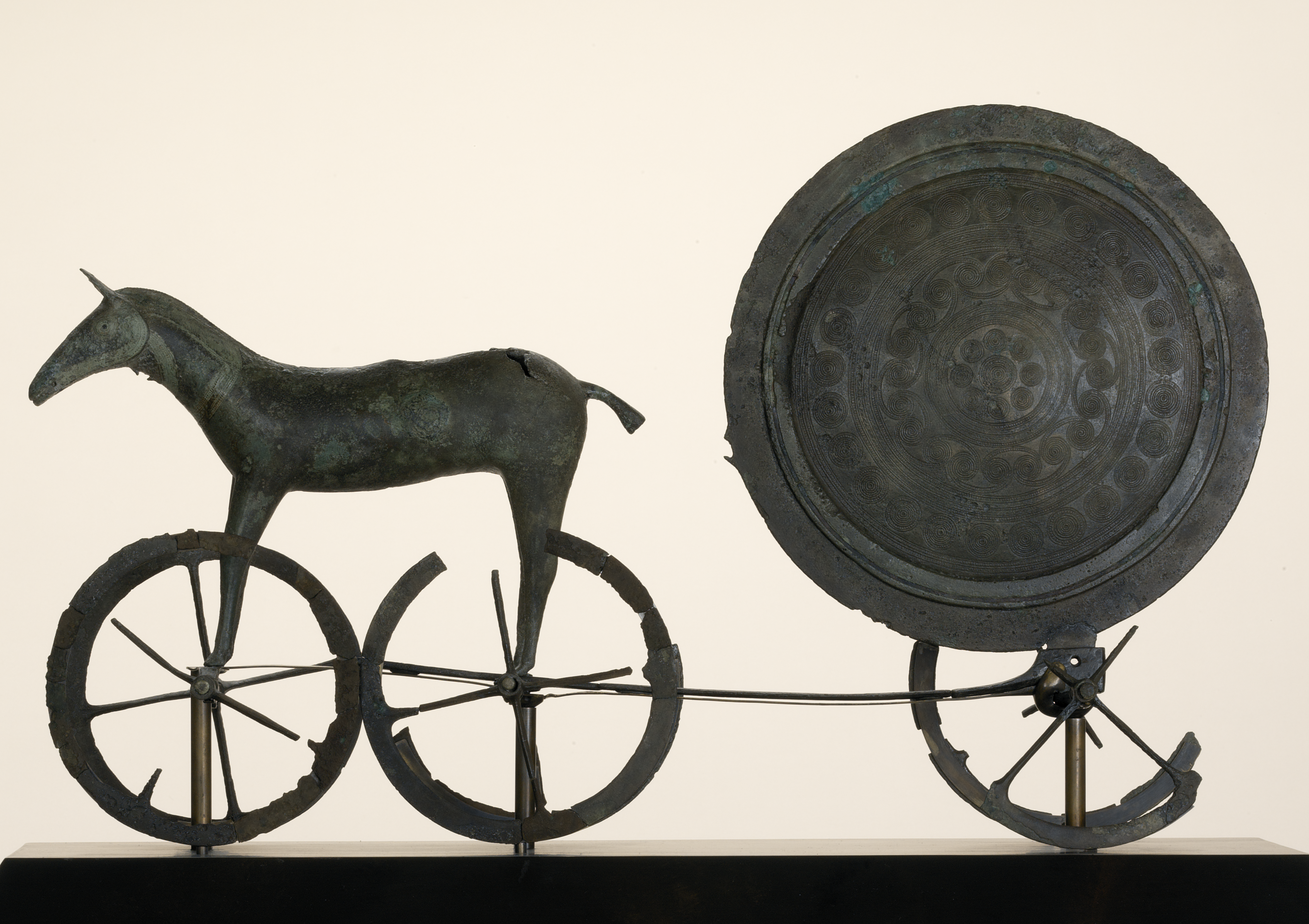
Sonnenwagen, bronzezeitlicher Kultwagen

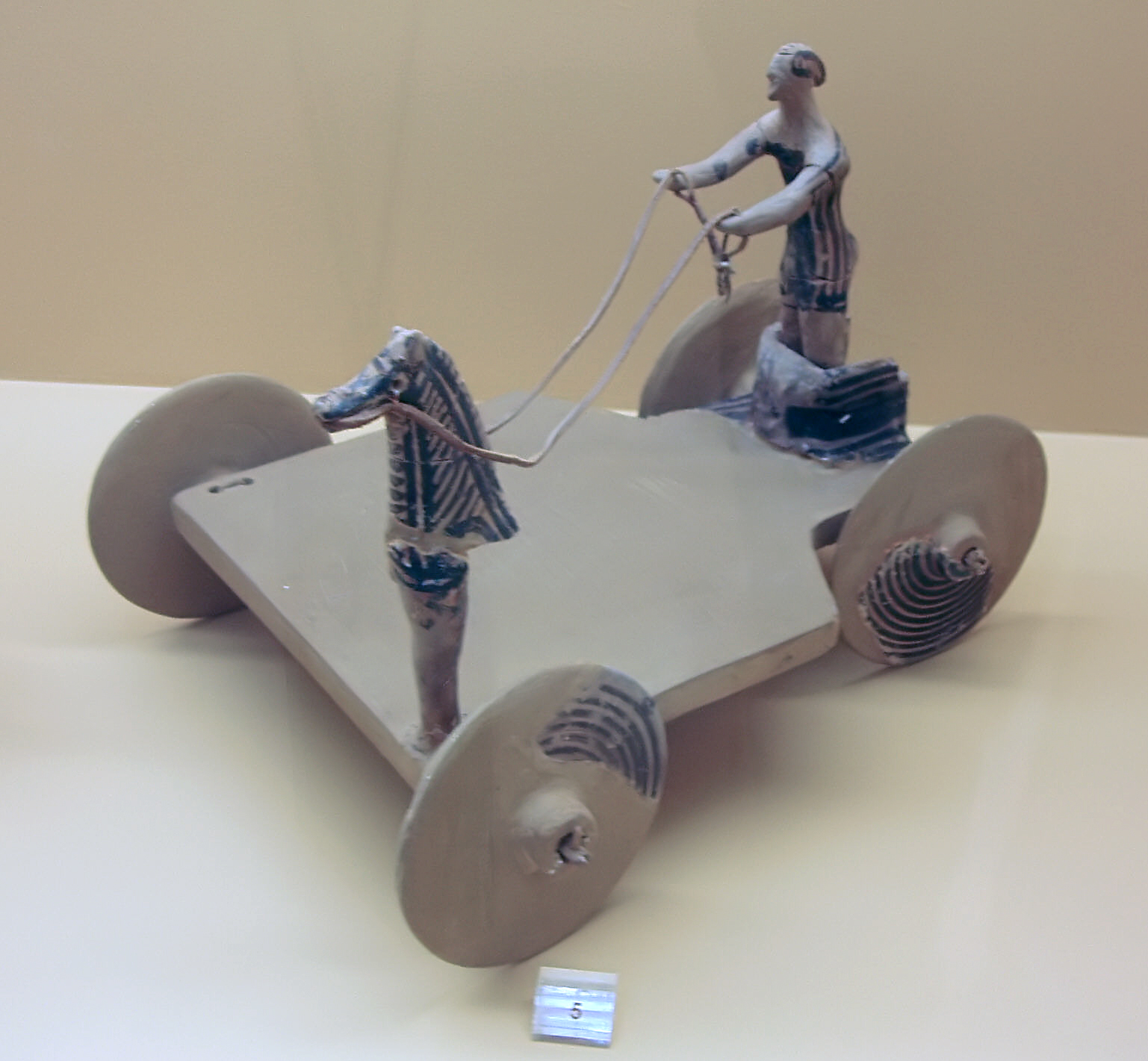
Antike Darstellung eines Fuhrwerks

Ein Fuhrwerk ist ein Gespann von Zugtier(en) und gezogenem Transportmittel wie Wagen, Schlitten oder Schleppe. Das veraltete Wort Stellwagen für Fuhrwerk hat sich noch in der Berufsbezeichnung Stellmacher für den Wagenbauer erhalten. Gespann ist häufig eine Bezeichnung für besondere Arten solcher Fuhrwerke, etwa (historische) Lafetten-Gespanne der Artillerie.

## Begriffe Fuhrwerk, Karre und Wagen

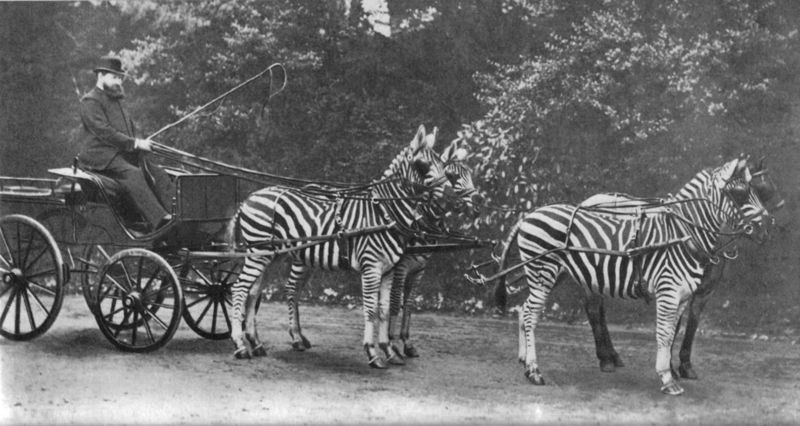
Zebras als Zugtiere

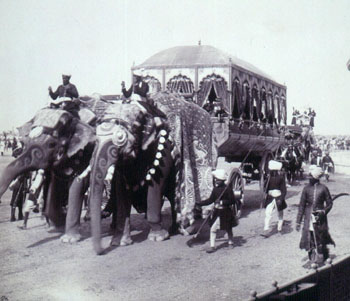
Elefanten als Zugtiere

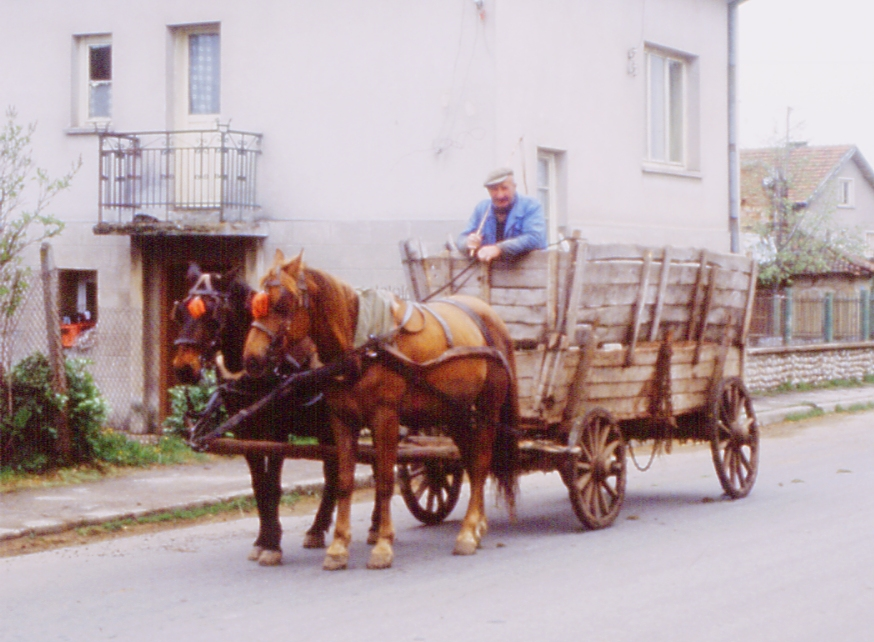
Seit Jahrhunderten unverändert: bulgarischer Bauernwagen 1988

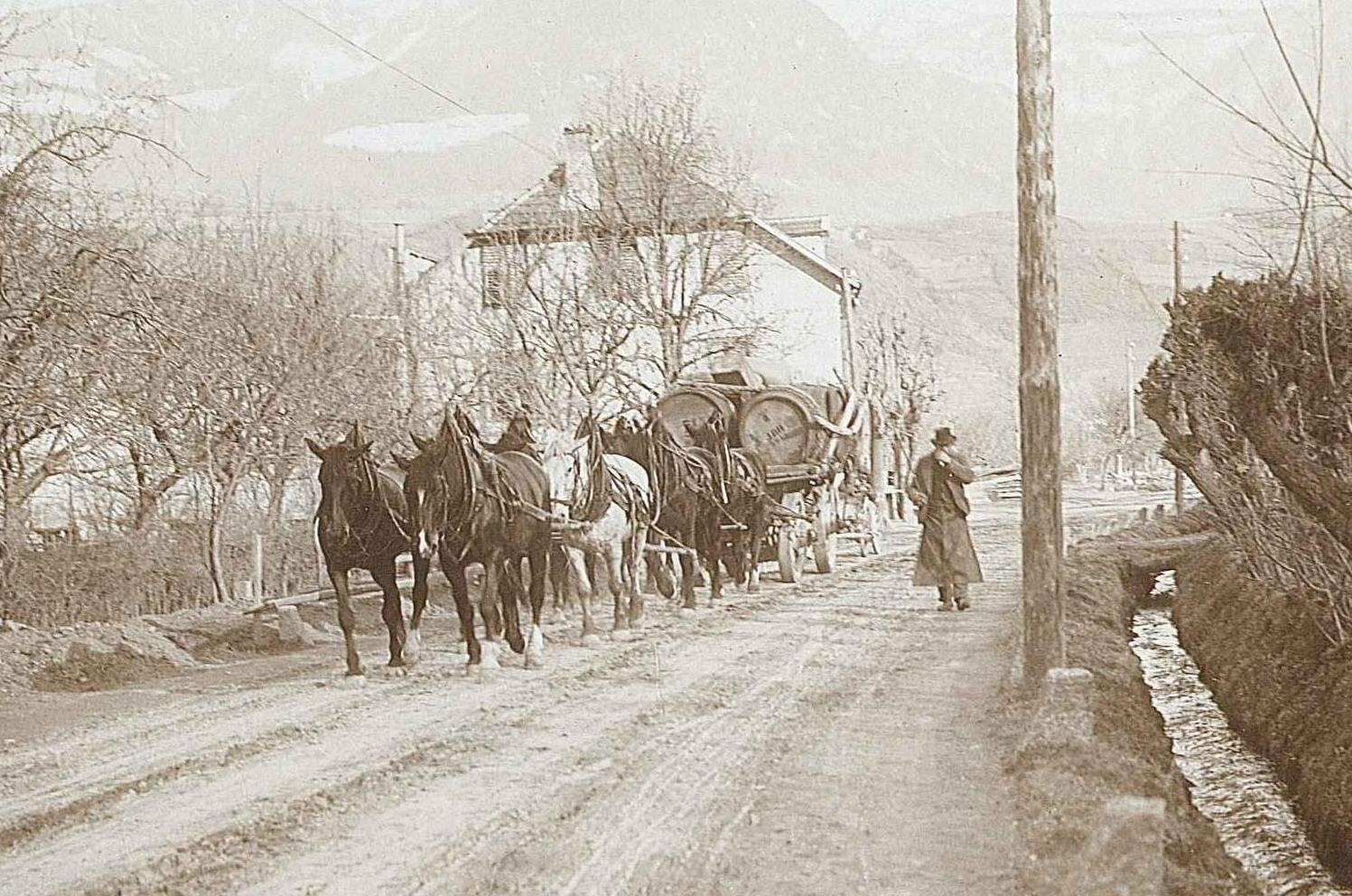
Achtspänniges Fuhrwerk in Meran, 1900

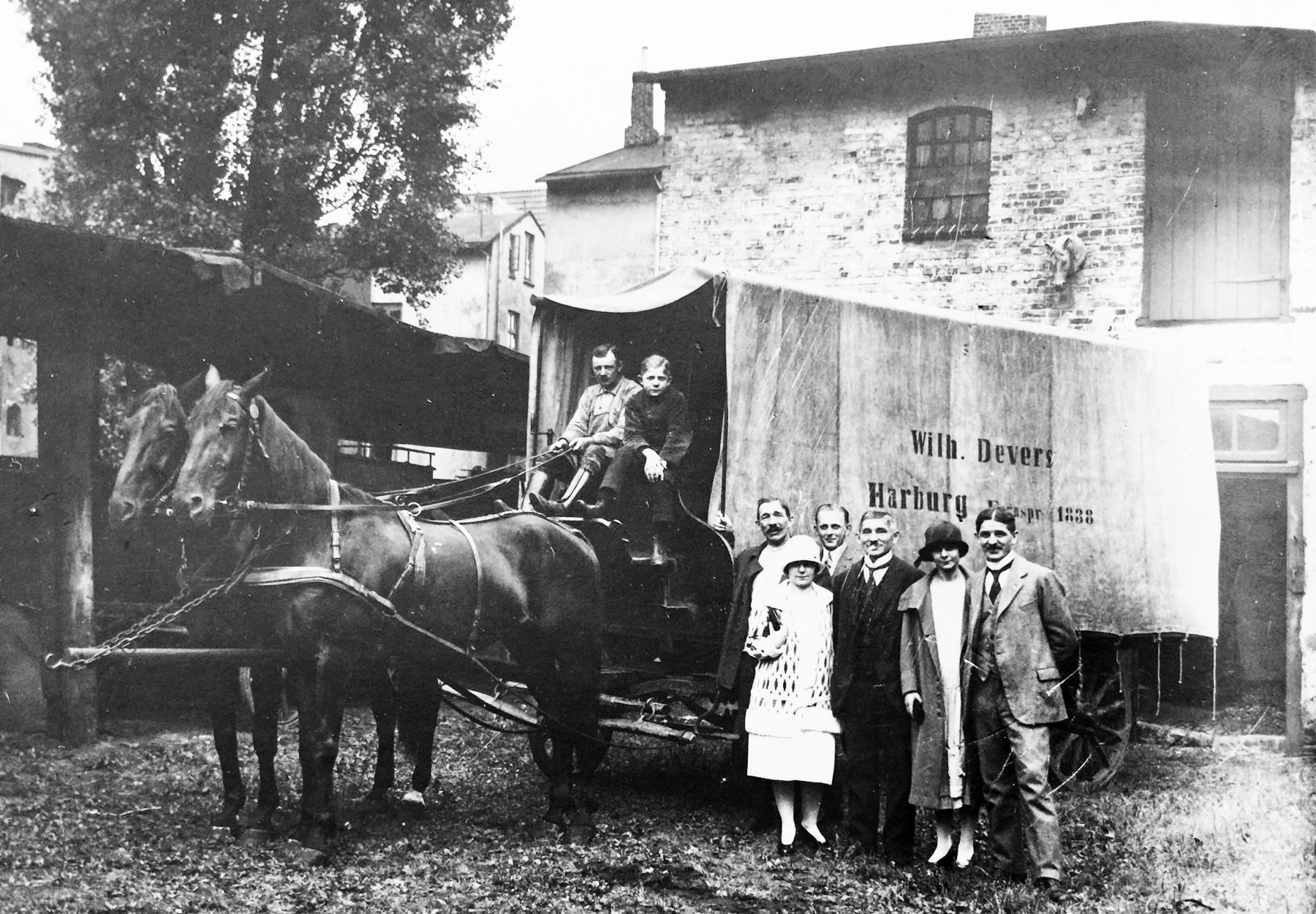
Wilhelm Devers Rollfuhrwesen Harburg 1838 (Foto aus den 1920er Jahren)

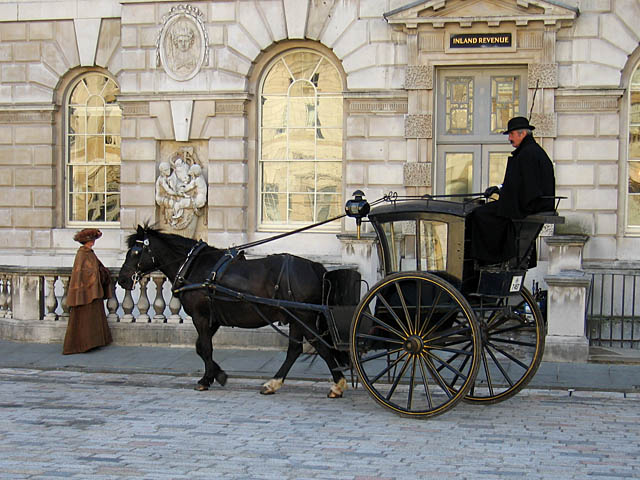
Hansom Cab

Die Anfänge und Entwicklungen der Fahrzeuge werden unter dem Oberbegriff Wagen umfassend behandelt.
Karren und Wagen sind Transportmittel zu Lande, die aus einer flachen Ladefläche bestehen, einem Kasten mit oder ohne Türen und Verdeck oder einer ähnlichen Konstruktion aus z. T. sehr verschiedenen Materialien. Sie ist auf einer einzelnen oder auf mehreren Achsen montiert und mittels rollender Reibung relativ leicht zu bewegen; für die Bewegung ist eine Trasse oder Straße nicht unerlässlich, aber von Vorteil; ebenso ist ein Zugtier oder ein Mensch erforderlich, die die rollende Reibung überwinden. Der Wagen unterscheidet sich von Schlitten, Stangenschleifen und ähnlichen Transportmitteln, die mit gleitender Reibung betrieben werden. Er stellt, insbesondere gegenüber dem Tragtransport  (Lastesel, Saumtiere, Kiepenträger und Ähnliches), einen ganz erheblichen Fortschritt für Fern- und Massentransporte dar. 
In Gegenden oder zu Zeiten andauernder Schneebedeckung oder auf Eis werden bzw. wurden Wagen auch systematisch dauerhaft durch Schlitten ersetzt. In den arktischen Gebieten hat sich mit dem Hundeschlitten ein besonderes Fuhrwerk ausgebildet, das dann aber eher als Gespann bezeichnet wird, ähnlich wie Rückepferde oder Leichenwagen.
Bis zur Erfindung maschineller Antriebe waren die Wagen auf Zugtiere angewiesen, sie hießen dann zusammen mit den vorgespannten Eseln, Ochsen, Pferden (oder anderen Zugtieren) Fuhrwerk. Mit der technischen Entwicklung haben sich viele Begriffe verschoben. So meinte man im 19. Jahrhundert mit Lastwagen in der Regel eine Art von Fuhrwerk; heute ist Lastwagen gleichbedeutend mit Lkw.

## Bautypen von Fuhrwerken
Robuste Versionen waren der in der Landwirtschaft übliche Leiterwagen, benannt nach dem umlaufenden Geländer, und der als Handelswagen und von Auswanderern benutzte Planwagen, englisch waggon (auch Eisenbahngüterwagen). Für den Transport von Bau- oder Rundholz verwendete man den Nachläufer.
Für Fuhrwerke zur Personenbeförderung gab es je nach Gestaltung eine große Zahl verschiedener Begriffe wie:
- Kalesche
- Kutsche (gefedert, mit Verdeck)
- Karosse (repräsentativ)
- Kremser (Planwagen mit Sitzbänken als Mietwagen)
- Fiaker und Droschke (die pferdegezogenen Vorläufer des heutigen Taxis)
- Postkutsche, Stellwagen, Gesellschaftswagen u. Ä. (Pferdeomnibus, die pferdegezogenen Vorläufer des heutigen Autobus)

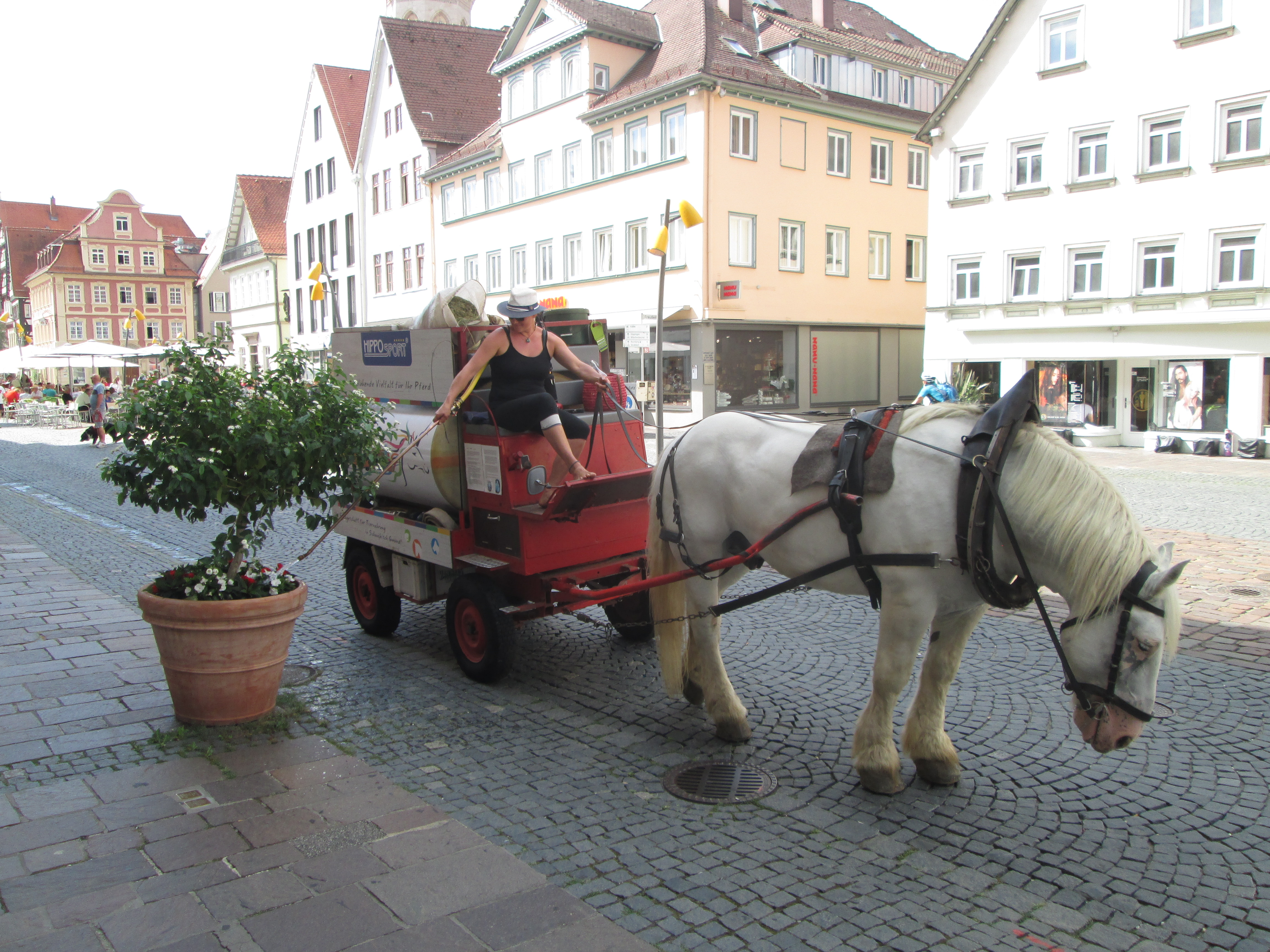
Fuhrwerk zur Pflanzenbewässerung, 2018

In der Innenstadt von Schwäbisch Gmünd werden seit 1992 die städtischen Pflanzen von einem Pferdefuhrwerk mit Wassertank bewässert.

## Nutzung von Zugtieren
- Geschirr (Zugtier)
- Jochgeschirr
- Kummetgeschirr
- Anspannung
- Pferdewagen
- Maultier
- Zugochsen
- Hundewagen

## Belege
1. ↑   Geschichte des Wagens und des Stellmacherhandwerks (Memento vom 10. Dezember 2004 im Internet Archive)
2. ↑  Ein PS für 160 Blumenkübel (Memento des Originals vom 11. Dezember 2019 im Internet Archive)  Info: Der Archivlink wurde automatisch eingesetzt und noch nicht geprüft. Bitte prüfe Original- und Archivlink gemäß Anleitung und entferne dann diesen Hinweis., Gmünder Tagespost, Artikel vom 31. Juli 2015